# Sœurs auxiliatrices des âmes du purgatoire
Ne doit pas être confondu avec Auxiliatrices.
Les Sœurs auxiliatrices des âmes du purgatoire (en latin : Congregatio Sororum Adiutricum Animarum Purgatorii) est une congrégation religieuse hospitalière de droit pontifical. 

## Histoire
La congrégation est fondée le 10 novembre 1889 à Zakroczym par Wanda Olędzka et le capucin Honorat de Biala selon le modèle des Auxiliatrices des âmes du purgatoire de Paris pour le service des pauvres et des malades mais en soignant des personnes lors d'une épidémie de typhus, Mère Wanda contracte la maladie et doit quitter la communauté. Le Père Honorat confie la congrégation à Nathalie Nitosławskaqui devient la première supérieure générale. L'œuvre est déplacé à Nowe Miasto où les sœurs font leur première profession religieuse le 13 novembre 1892.
La première approbation est donnée en 1930 par Stanisław Gall (pl), archevêque auxiliaire de Varsovie et reconnu en 1964 par le primat de Pologne. L'institut reçoit l'approbation pontificale le 15 août 1982.

## Activités et diffusion
Les Sœurs se dédient à la prière pour les âmes du purgatoire et aux soins des malades dans les hôpitaux et à domicile ainsi qu'aux personnes âgées dans les maisons de retraite.
La maison-mère est à Sulejówek. 
En 2017, la congrégation comptait 75 sœurs dans 14 maisons.